# Helge Schneider/Diskografie
Diese Diskografie ist eine Übersicht über die musikalischen Werke des deutschen Musikers und Komikers Helge Schneider. Den Quellenangaben und Schallplattenauszeichnungen zufolge hat er bisher mehr als 250.000 Tonträger verkauft. Seine erfolgreichste Veröffentlichung ist das Album Es gibt Reis, Baby mit über 250.000 verkauften Einheiten.

## Alben

### Studioalben
| Jahr | Titel                                                                                        | Höchstplatzierung, Gesamtwochen, AuszeichnungChartplatzierungen (Jahr, Titel, Platzierungen, Wochen, Auszeichnungen, Anmerkungen) | Höchstplatzierung, Gesamtwochen, AuszeichnungChartplatzierungen (Jahr, Titel, Platzierungen, Wochen, Auszeichnungen, Anmerkungen) | Höchstplatzierung, Gesamtwochen, AuszeichnungChartplatzierungen (Jahr, Titel, Platzierungen, Wochen, Auszeichnungen, Anmerkungen) | Anmerkungen                                                 |
| Jahr | Titel                                                                                        | DE | AT | CH | Anmerkungen                                                 |
| ---- | -------------------------------------------------------------------------------------------- | --- | --- | --- | ----------------------------------------------------------- |
| 1975 | Die Gewinner des IKEA-Jazz-Festivals mit Kai Kanthak und Mash Temme als Helge Schneider Trio | — | — | — | Erstveröffentlichung: 1975 Splitalbum mit Trade Mark.       |
| 1987 | The Last Jazz                                                                                | — | — | — | Erstveröffentlichung: 1987                                  |
| 1991 | Seine größten Erfolge                                                                        | DE61 (9 Wo.)DE | — | — | Erstveröffentlichung: 1991                                  |
| 1992 | Guten Tach! mit Hardcore                                                                     | DE81 (6 Wo.)DE | — | — | Erstveröffentlichung: 1992                                  |
| 1993 | Es gibt Reis, Baby mit Hardcore                                                              | DE11 Gold · (26 Wo.)DE | — | — | Erstveröffentlichung: 24. November 1993 Verkäufe: + 250.000 |
| 1995 | Es rappelt im Karton                                                                         | DE30 (15 Wo.)DE | AT43 (1 Wo.)AT | — | Erstveröffentlichung: 30. November 1995                     |
| 1997 | Da Humm                                                                                      | DE24 (6 Wo.)DE | — | — | Erstveröffentlichung: 27. März 1997                         |
| 1999 | Eiersalat in Rock mit den Firefuckers                                                        | DE25 (8 Wo.)DE | — | — | Erstveröffentlichung: 18. Juni 1999                         |
| 1999 | Jazz mit Hardcore                                                                            | — | — | — | Erstveröffentlichung: Dezember 1999                         |
| 2003 | Out of Kaktus!                                                                               | DE20 (6 Wo.)DE | — | — | Erstveröffentlichung: 10. März 2003                         |
| 2007 | I Brake Together                                                                             | DE20 (4 Wo.)DE | AT34 (3 Wo.)AT | — | Erstveröffentlichung: 18. Januar 2007                       |
| 2013 | Sommer, Sonne, Kaktus!                                                                       | DE1 (8 Wo.)DE | AT12 (5 Wo.)AT | CH66 (1 Wo.)CH | Erstveröffentlichung: 9. August 2013                        |
| 2017 | Heart Attack No. 1 mit Pete York                                                             | DE66 (1 Wo.)DE | — | — | Erstveröffentlichung: 17. Februar 2017                      |
| 2019 | Partypeople (beim Fleischer)                                                                 | DE27 (2 Wo.)DE | — | — | Erstveröffentlichung: 2. August 2019                        |
| 2020 | Mama                                                                                         | DE15 (4 Wo.)DE | AT54 (1 Wo.)AT | — | Erstveröffentlichung: 28. August 2020                       |
| 2021 | Die Reaktion – The Last Jazz, Vol. II                                                        | DE9 (2 Wo.)DE | — | — | Erstveröffentlichung: 16. Juli 2021                         |
| 2023 | Torero                                                                                       | DE18 (1 Wo.)DE | — | — | Erstveröffentlichung: 3. März 2023                          |

grau schraffiert: keine Chartdaten aus diesem Jahr verfügbar

### Livealben
| Jahr | Titel                                                  | Höchstplatzierung, Gesamtwochen, AuszeichnungChartplatzierungen (Jahr, Titel, Platzierungen, Wochen, Auszeichnungen, Anmerkungen) | Höchstplatzierung, Gesamtwochen, AuszeichnungChartplatzierungen (Jahr, Titel, Platzierungen, Wochen, Auszeichnungen, Anmerkungen) | Höchstplatzierung, Gesamtwochen, AuszeichnungChartplatzierungen (Jahr, Titel, Platzierungen, Wochen, Auszeichnungen, Anmerkungen) | Anmerkungen                              |
| Jahr | Titel                                                  | DE | AT | CH | Anmerkungen                              |
| ---- | ------------------------------------------------------ | --- | --- | --- | ---------------------------------------- |
| 1998 | Helge 100% live – The Berlin Tapes                     | DE49 (3 Wo.)DE | — | — | Erstveröffentlichung: 27. Februar 1998   |
| 2000 | Hefte raus – Klassenarbeit! mit Hardcore               | DE25 (5 Wo.)DE | — | — | Erstveröffentlichung: 18. September 2000 |
| 2005 | Füttern verboten                                       | DE42 (3 Wo.)DE | — | — | Erstveröffentlichung: 24. Januar 2005    |
| 2014 | Live at the Grugahalle – 20 Jahre Katzeklo (Evolution) | DE46 (1 Wo.)DE | — | — | Erstveröffentlichung: 20. Juni 2014      |

Weitere Livealben
- 1990: New York, I’m Coming
- 2007: Akopalüze Nau!!!
- 2010: Erwin Klemke präsentiert das Köln Konzert – The Official Live Bootleg (erhältlich nur auf Konzerten und per Mailorder)
- 2022: LIVE! (En Luxembourg Citiy, Dans le "Den Atelier")
- 2023: Live in Graz

### Kompilationen
| Jahr | Titel                     | Höchstplatzierung, Gesamtwochen, AuszeichnungChartplatzierungen (Jahr, Titel, Platzierungen, Wochen, Auszeichnungen, Anmerkungen) | Höchstplatzierung, Gesamtwochen, AuszeichnungChartplatzierungen (Jahr, Titel, Platzierungen, Wochen, Auszeichnungen, Anmerkungen) | Höchstplatzierung, Gesamtwochen, AuszeichnungChartplatzierungen (Jahr, Titel, Platzierungen, Wochen, Auszeichnungen, Anmerkungen) | Anmerkungen                           |
| Jahr | Titel                     | DE | AT | CH | Anmerkungen                           |
| ---- | ------------------------- | --- | --- | --- | ------------------------------------- |
| 2003 | 22 sehr, sehr gute Lieder | DE46 (3 Wo.)DE | — | — | Erstveröffentlichung: 15. August 2003 |

Weitere Kompilationen
- 1991: Hörspiele Vol.1 (1979–1984)
- 1992: Hörspiele Vol.2 (1985–1987)
- 1993: Die Geschenkkassette
- 2004: 29 sehr, sehr gute Erzählungen
- 2010: Out Of Kaktus + Füttern Verboten
- 2011: Classic Albums: Guten Tach! / Es rappelt im Karton!

### Soundtracks
- 2006: Das kleine Arschloch und der alte Sack

### EPs
- 1992: Weihnachten bei van den Bergs

## Singles

### Als Leadmusiker
| Jahr | Titel Album                        | Höchstplatzierung, Gesamtwochen, AuszeichnungChartplatzierungen (Jahr, Titel, Album, Platzierungen, Wochen, Auszeichnungen, Anmerkungen) | Höchstplatzierung, Gesamtwochen, AuszeichnungChartplatzierungen (Jahr, Titel, Album, Platzierungen, Wochen, Auszeichnungen, Anmerkungen) | Höchstplatzierung, Gesamtwochen, AuszeichnungChartplatzierungen (Jahr, Titel, Album, Platzierungen, Wochen, Auszeichnungen, Anmerkungen) | Anmerkungen                            |
| Jahr | Titel Album                        | DE | AT | CH | Anmerkungen                            |
| ---- | ---------------------------------- | --- | --- | --- | -------------------------------------- |
| 1993 | Katzeklo Es gibt Reis, Baby        | DE13 (17 Wo.)DE | AT7 (7 Wo.)AT | — | Erstveröffentlichung: 1993             |
| 1997 | Fitze, Fitze, Fatze Da Humm        | DE51 (5 Wo.)DE | — | — | Erstveröffentlichung: 30. Januar 1997  |
| 2003 | Helges Mörchen-Lied Out of Kaktus! | DE21 (14 Wo.)DE | — | — | Erstveröffentlichung: 6. Januar 2003   |
| 2006 | Käsebrot I Brake Together          | DE36 (9 Wo.)DE | AT65 (5 Wo.)AT | — | Erstveröffentlichung: 8. Dezember 2006 |
| 2013 | Sommer, Sonne, Kaktus!             | DE31 (8 Wo.)DE | AT65 (1 Wo.)AT | — | Erstveröffentlichung: 19. Juli 2013    |

Weitere Singles
- 1992: Ladiladiho
- 1994: Es gibt Reis, Baby!
- 1994: Telephonmann
- 1994: Katzeklo Spectaculair
- 1995: Klapperstrauß! (Verkäufe: 200, limitiert)[1]
- 1995: Gartenzaun
- 1995: Sex Machine (Verkäufe: 1.000, limitiert)[2]
- 1997: Da Humm (Verkäufe: 200, limitiert)[3]
- 1997: Wurstfachverkäuferin
- 1997: Ich drück die Maus
- 1997: Bonbon aus Wurst
- 1998: Allein in der Bar
- 1999: We are the Firefuckers
- 1999: Copacabana
- 2000: Ich habe mich vertan!
- 2003: Moped (-Tobias)
- 2007: Die Trompeten von Mexiko
- 2012: Schule ist nicht schön
- 2017: Heart Attack No. 1 (feat. Pete York)
- 2020: Forever at Home
- 2020: Ich setz mein Herz bei E-bay rein
- 2020: Heute hab ich gute Laune
- 2021: Mann ohne Gesicht
- 2021: Mondscheinelise
- 2023: The Last Torero
- 2023: The Guilty Doctor

### Als Gastmusiker
| Jahr | Titel Album                                                               | Höchstplatzierung, Gesamtwochen, AuszeichnungChartplatzierungen (Jahr, Titel, Album, Platzierungen, Wochen, Auszeichnungen, Anmerkungen) | Höchstplatzierung, Gesamtwochen, AuszeichnungChartplatzierungen (Jahr, Titel, Album, Platzierungen, Wochen, Auszeichnungen, Anmerkungen) | Höchstplatzierung, Gesamtwochen, AuszeichnungChartplatzierungen (Jahr, Titel, Album, Platzierungen, Wochen, Auszeichnungen, Anmerkungen) | Anmerkungen |
| Jahr | Titel Album                                                               | DE | AT | CH | Anmerkungen |
| ---- | ------------------------------------------------------------------------- | --- | --- | --- | --- |
| 2003 | Wunder gescheh’n (Neue Version) 20 Jahre – Nena feat. Nena (2003 Edition) | DE9 (9 Wo.)DE | AT26 (15 Wo.)AT | CH88 (2 Wo.)CH | Erstveröffentlichung: 24. Februar 2003 Nena mit Ben, Udo Lindenberg, Sasha, Helge Schneider, Jasmin Tabatabai & Witt |
| 2013 | Arbeit 30-11-80                                                           | DE33 (3 Wo.)DE | AT63 (1 Wo.)AT | — | Erstveröffentlichung: 29. November 2013 Sido feat. Helge Schneider                                                   |

Weitere Gastbeiträge
- 2002: Bin nur ein Jonny (Udo Lindenberg mit Helge Schneider)
- 2006: Katze Geil (Robag Wruhme feat. Helge Schneider, Lenja, Fina & Dorle & Rocko Schamoni)
- 2008: Chubby Checker (Udo Lindenberg feat. Helge Schneider)
- 2008: Rock ‘n’ Roller (live) (Udo Lindenberg feat. Helge Schneider)
- 2008: St. James Infirmary (Klaus Doldinger feat. Helge Schneider)
- 2014: Black and White Forever (Starchild feat. Helge Schneider & Michael Kiske)
- 2018: Backstage to Heaven (Doro feat. Helge Schneider)

## Videoalben und Musikvideos

### Videoalben
| Jahr | Titel Album                                        | Höchstplatzierung, Gesamtwochen, AuszeichnungChartplatzierungen (Jahr, Titel, Album, Platzierungen, Wochen, Auszeichnungen, Anmerkungen) | Höchstplatzierung, Gesamtwochen, AuszeichnungChartplatzierungen (Jahr, Titel, Album, Platzierungen, Wochen, Auszeichnungen, Anmerkungen) | Höchstplatzierung, Gesamtwochen, AuszeichnungChartplatzierungen (Jahr, Titel, Album, Platzierungen, Wochen, Auszeichnungen, Anmerkungen) | Anmerkungen                           |
| Jahr | Titel Album                                        | DE | AT | CH | Anmerkungen                           |
| ---- | -------------------------------------------------- | --- | --- | --- | ------------------------------------- |
| 2011 | Komm hier haste ne Mark                            | — | AT2 (1 Wo.)AT | — | Erstveröffentlichung: 18. März 2011   |
| 2015 | Lass knacken, Helge! Helge, der Film, Helge, Life! | DE61 (1 Wo.)DE | — | — | Erstveröffentlichung: 28. August 2015 |

Weitere Videoalben
- 1995: Schneider – Frühe Meisterwerke

### Musikvideos
| Jahr | Titel                  | Regie           |
| ---- | ---------------------- | --------------- |
| 1993 | Katzeklo               |                 |
| 1994 | Es gibt Reis, Baby!    |                 |
| 1995 | Sex Machine            |                 |
| 1997 | Fitze, Fitze, Fatze    | Helge Schneider |
| 1997 | Wurstfachverkäuferin   |                 |
| 2000 | Ich habe mich vertan!  |                 |
| 2003 | Helges Mörchen-Lied    | Helge Schneider |
| 2003 | Wunder gescheh’n       | Oliver Sommer   |
| 2013 | Sommer, Sonne, Kaktus! | Helge Schneider |
| 2013 | Offenes Hemd           | Helge Schneider |
| 2013 | To be a Man            | Helge Schneider |

## Boxsets
- 2010: Fantasie in Blau (7-CD-Box mit Bonus-CD)
- 2012: Piano-Fantasie No. 4 (3-CD-Box)
- 2015: Sammlung Schneider! – Musik und Lifeshows (21-CD-Box mit 3 Bonusdiscs)
- 2015: Sammlung Schneider! – Hörbücher und Hörspiele (10-CD-Box mit Bonusdisc)

## Statistik

### Chartauswertung
Die folgende Aufstellung beinhaltet eine Übersicht über die Charterfolge von Helge Schneider in den Album-, Single- und Musik-DVD-Charts. In Deutschland besteht die Besonderheit, dass Videoalben sich ebenfalls in den Albumcharts platzieren, in den weiteren Ländern stammen die Chartausgaben aus den Musik-DVD-Charts.
|                     | DE     | AT    | CH    |
| ------------------- | ------ | ----- | ----- |
| Nummer-eins-Alben   | DE1DE  | AT—AT | CH—CH |
| Top-10-Alben        | DE2DE  | AT—AT | CH—CH |
| Alben in den Charts | DE20DE | AT4AT | CH1CH |

|                       | DE    | AT    | CH    |
| --------------------- | ----- | ----- | ----- |
| Nummer-eins-Singles   | DE—DE | AT—AT | CH—CH |
| Top-10-Singles        | DE1DE | AT1AT | CH—CH |
| Singles in den Charts | DE7DE | AT5AT | CH1CH |

|                          | DE    | AT    | CH    |
| ------------------------ | ----- | ----- | ----- |
| Nummer-eins-Videoalben   | DE—DE | AT—AT | CH—CH |
| Top-10-Videoalben        | DE—DE | AT1AT | CH—CH |
| Videoalben in den Charts | DE—DE | AT1AT | CH—CH |

### Auszeichnungen für Musikverkäufe
Anmerkung: Auszeichnungen in Ländern aus den Charttabellen bzw. Chartboxen sind in ebendiesen zu finden.
| Land/RegionAuszeichnungen für Musikverkäufe (Land/Region, Auszeichnungen, Verkäufe, Quellen) | Gold  | Platin | Verkäufe | Quellen           |
| -------------------------------------------------------------------------------------------- | ----- | ------ | -------- | ----------------- |
| Deutschland (BVMI)                                                                           | Gold1 | —      | 250.000  | musikindustrie.de |
| Insgesamt                                                                                    | Gold1 | —      |          |                   |